# Milan Smit
Pour les articles homonymes, voir Smit.
Milan Smit, né le 13 février 2003 à Hollandscheveld aux Pays-Bas, est un footballeur néerlandais qui joue au poste d'attaquant au Go Ahead Eagles.

## Biographie

### SC Cambuur
Né à Hollandscheveld aux Pays-Bas, Milan Smit est notamment formé par le FC Twente avant de rejoindre en 2020 le SC Cambuur. Il joue son premier match en professionnel avec ce club le 3 avril 2022, lors d'une rencontre d'Eredivisie, l'élite du football néerlandais, face au NEC Nimègue. Il entre en jeu à la place de Roberts Uldriķis lors de cette rencontre perdue par son équipe par deux buts à un,.
Smit marque son premier but en professionnel le 6 mai 2022, contre le RKC Waalwijk en championnat. Buteur dans le temps additionnel après son entrée en jeu, il permet à son équipe d'égaliser et de faire match nul (1-1 score final). Ce but fait de lui le plus jeune buteur de l'histoire du SC Cambuur en Eredivisie.

### Go Ahead Eagles
Le 26 août 2024 Milan Smit rejoint le Go Ahead Eagles. Il signe un contrat de quatre ans, soit jusqu'en juin 2028.
Il joue son premier match sous ses nouvelles couleurs le 15 septembre 2024, lors de la deuxième journée de la saison 2024-2025 d'Eredivisie, face au Sparta Rotterdam. Il entre en jeu à la place de Victor Edvardsen et son équipe l'emporte par deux buts à un.